# Saint-Sauveur (Isère)
Saint-Sauveur település Franciaországban, Isère megyében. Lakosainak száma 2108 fő (2022. január 1.). Saint-Sauveur Saint-Vérand, Beauvoir-en-Royans, Chatte, Izeron, Saint-Marcellin, Saint-Pierre-de-Chérennes, Saint-Romans és Têche községekkel határos.

## Népesség
A település népessége az elmúlt években az alábbi módon változott:
| Lakosok száma | 1259 | 1415 | 1481 | 1858 | 2058 | 2100 | 2098 | 2107 | 2111 | 2108 |
|               | 1968 | 1982 | 1990 | 2006 | 2013 | 2015 | 2017 | 2019 | 2020 | 2022 |